# Gayon Evans
Gayon Evans (* 15. Januar 1990 im Manchester Parish) ist eine jamaikanische Sprinterin, die sich auf den 100-Meter-Lauf spezialisiert hat.

## Sportliche Laufbahn
Erste internationale Erfolge feierte Gayon Evans bei den Jugendweltmeisterschaften 2007 in Ostrava, bei denen sie über 100 Meter im Viertelfinale disqualifiziert wurde und mit der jamaikanischen Sprintstaffel (1000 Meter) hinter dem Team aus den Vereinigten Staaten in 2:06,77 min die Silbermedaille gewann. Im Jahr darauf gewann sie mit der 4-mal-100-Meter-Staffel in 43,98 s bei den Juniorenweltmeisterschaften im polnischen Bydgoszcz ebenfalls die Silbermedaille. 2009 wurde sie bei den Panamerikanischen Juniorenmeisterschaften in Port of Spain in 11,71 s Sechste im 100-Meter-Lauf und gewann mit der Staffel in 44,96 s die Silbermedaille. 
2014 nahm sie im 200-Meter-Lauf an den Zentralamerika- und Karibikspielen in Xalapa teil, schied dort aber mit 24,33 s in der ersten Runde aus. Bei den IAAF World Relays 2017 auf den Bahamas belegte sie in der 4-mal-100-Meter-Staffel in 42,95 s den zweiten Platz. Im Jahr darauf nahm sie über 60 Meter an den Hallenweltmeisterschaften in Birmingham teil, gelangte bis in das Halbfinale und entschied sich, dort nicht mehr anzutreten. Im April nahm sie erstmals an den Commonwealth Games im australischen Gold Coast teil und gewann mit neuer Bestleistung von 11,22 s die Bronzemedaille hinter Michelle-Lee Ahye aus Trinidad und Tobago und ihrer Landsfrau Christania Williams. Auch mit der jamaikanischen Stafette sicherte sie sich in 42,52 s hinter der Mannschaft aus England Silber.

## Persönliche Bestzeiten
- 100 Meter: 11,22 s (+1,0 m/s), 9. April 2018 in Gold Coast
- 60 Meter (Halle): 7,14 s, 4. Februar 2017 in Karlsruhe
- 200 Meter: 23,18 s (+1,3 m/s), 11. März 2017 in Kingston